# Psi2 Aquarii
Título a ser usado para criar uma ligação interna é Psi2 Aquarii.
Psi2 Aquarii (93 Aquarii) é uma estrela na direção da constelação de Aquarius. Possui uma ascensão reta de 23h 17m 54.20s e uma declinação de −09° 10′ 57.0″. Sua magnitude aparente é igual a 4.41. Considerando sua distância de 322 anos-luz em relação à Terra, sua magnitude absoluta é igual a −0.56. Pertence à classe espectral B5Vn. É uma estrela variável. É uma estrela Be.